# Стадіон імені Лева Броварського
Стадіон імені Лева Броварського — легкоатлетично-футбольна арена в Самборі, названа ім'ям відомого українського футболіста та тренера Лева Броварського, відкрита у травні 2021 року, після реконструкції.

## Історія
У Самборі на місці колишньої тренувальної бази пожежників розмістили стадіон, який у різні роки мав назви «Дністер», «Колос» та «Спартак».
18 листопада 2020 року у пресслужбі ЛОДА повідомили «Гал-інфо», що будівельна готовність стадіону імені Лева Броварського становить 70 %. Вартість реконструкції спочатку становила 24,7 млн грн, потім зросла до понад 25 млн грн, з яких 17 млн виділено з державного бюджету. Окрім футболу можна буде займатися волейболом, легкою атлетикою. Заступник голови Львівської ОДА Юрій Бучко ствердив, що це найбільш масштабний спортивний проєкт в області на субрегіональному рівні. Роботи планували завершити до кінця 2020 року. За даними Міністерства молоді та спорту України, стадіон відбудовують у рамках Програми Президента України «25 спортивних магнітів».
В одній із кімнат стадіону відкриють музей Лева Броварського.